# Lagrange (Maine)
Lagrange város az USA Maine államában, Penobscot megyében. Lakosainak száma 635 fő (2020. április 1.).

## Népesség
A település népességének változása:

| 2010 | 708 |
| 2020 | 635 |